# 알베르투스

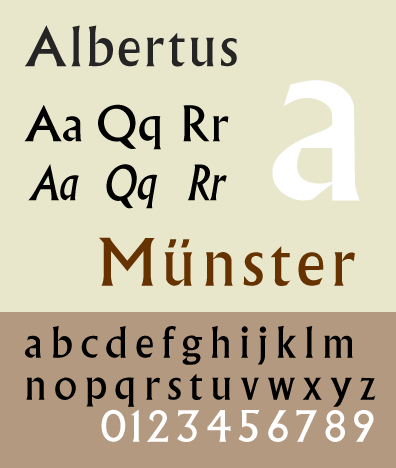

알베르투스(Albertus)는 베르톨트 볼페(Berthold Wolpe)가 1932년부터 1940년까지 활자 제작사인 모노타이프의 의뢰를 받아 디자인한 장식적인 세리프 서체이다. 볼페는 자신이 제작한 폰트에 13세기 독일의 철학자이자 신학자인 알베르투스 마그누스의 이름을 붙였다.
볼페가 금속 활자 조판을 배웠기 때문에서인지, 알베르투스는 청동에 새긴 글자들과 유사한 모습으로 만들어졌다. 최초의 알베르투스는 표제용 대문자로만 제작되었고,이후에 로만체 소문자 및 글자폭이 좁은 것이 특징인 이탤릭체가 추가되었다. 알베르투스의 세리프는 약간 장식적이다. 알베르투스는 표제용 서체이며, 볼드체 및 이탤릭체 등으로 다양하게 사용할 수 있다. 최근에는 키릴 알파벳도 추가되었다. 알베르투스는 커닝을 미리 적용한 문자를 지원하므로, 폰트크리에이터(FontCreator)로 커닝을 확인하는 것이 좋다.
볼페가 처음 이 서체를 만들기 시작한 시기는 1932년이다.1935년에 표제용 대문자가 최초로 발매되었고, 1938년에 로만체 대문자 및 소문자가, 1940년에 가벼운 무게의 서체가 뒤따라 발매되었다.

## 특징
- 대문자 M의 가운데 획이 베이스라인과 맞닿을 정도로 내려오지 않는다.
- 대문자 U의 오른편에 달린 스템(stem)이 소문자를 연상시킨다.
- 소문자 e와 g의 보울(bowl)이 크고 열려있다.
- 숫자의 높이가 일정하다.

## 알베르투스 프로(Albertus Pro)
알베르투스 프로는 2007년 8월에 발매되었다.
어도비 ISO 2, 어도비 CE, 라틴어 확장 문자 세트를 지원한다.부가적인 오픈타입 기능들도 지원한다.

## 사용
- 1967년 영국에서 방영된 연속극인 죄수(The Prisoner)에서 알베르투스를 약간 변형해서 사용하였다. 이 연속극은 문화를 다룬 글에 빈번하게 참조되기도 한다. 폰트의 소문자 e의 루프를 개방하고 점을 뺀 i와 j를 추가하여 사용하였다.
- 알베르투스는 오랫동안 영국의 화폐에 사용된 서체이기도 하다.
- 알베르투스는 한 때 런던의 거리 표지판에 사용되었다.
- 영국의 밴드인 콜드플레이가 알베르투스를 자주 사용한다.그 예로 Parachutes, A Rush of Blood to the Head, X&Y, Live 2003등의 앨범과 기타 싱글 음반의 표지에 알베르투스를 사용하였다.
- 알베르투스는 알렌 긴스버그Allen Ginsberg의 Howl and Poems의 표지에 사용되었다.

## 참고
- 알베르투스의 영향을 받은 서체로 Carter Sans (2011)가 있다.

## 참조 자료
- Blackwell, Lewis. 20th Century Type. Yale University Press: 2004. ISBN 0-300-10073-6.
- Fiedl, Frederich, Nicholas Ott and Bernard Stein. Typography: An Encyclopedic Survey of Type Design and Techniques Through History. Black Dog & Leventhal: 1998. ISBN 1-57912-023-7.
- Jaspert, W. Pincus, W. Turner Berry and A.F. Johnson. The Encyclopædia of Type Faces. Blandford Press Lts.: 1953, 1983. ISBN 0-7137-1347-X.
- Macmillan, Neil. An A–Z of Type Designers. Yale University Press: 2006. ISBN 0-300-11151-7.
- Williams, Owen Berthold Wolpe and His Typeface Albertus Letter Arts Review, Vol 20 No 1, 2006